# Clarín (jornal chileno)
Clarín foi um jornal chileno ativo entre 1954 e 1973, quando foi fechado após o golpe de Estado em setembro de 1973. A nova edição foi publicada quarenta anos depois, em 11 de setembro de 2013, em parceria com o jornal El Ciudadano.

## Histórico
O Clarín foi concebido pelo jornalista Darío Sainte-Marie Soruco, conhecido sob o pseudônimo de Volpone. O jornal começou a circular em 1954, tendo como rivais os jornais da tarde Las Noticias de Última Hora e La Segunda, mas não teve êxito; Dois anos depois, o Clarín deixa de circular. No entanto, o Volpone comprou-o por um preço simbólico e transformou-o em um jornal matutino especializado em notícias policiais e com preços de trabalho tipográfico muito baixos nas oficinais do jornal La Nación. Inicialmente, o jornal teve uma tiragem de vinte mil a trinta mil exemplares, cobrindo Santiago do Chile e outras cidades. Com sua cobertura de notícias policiais, conseguiu vende até 35 000 e 40 000 exemplares.
Após a eleição de Jorge Alessandri como presidente do Chile, o Clarín foi banido das oficinas do La Nación, devido às opiniões de Volpone contra Alessandri. Nos anos sessenta, transformou-se em um jornal esquerdista. Durante a presidência de Eduardo Frei Montalva, o jornal voltou a ser impresso nas oficinas do La Nación. O Clarín apoiou a candidatura de Salvador Allende (UP) à presidência da República em 1970. Foi comprado por Victor Pey durante o governo de Allende e se tornou o maior jornal do Chile.
A última edição do Clarín circulou em 11 de setembro de 1973, o dia do golpe de Estado no Chile. Naquele dia, às 4 horas da manhã, tropas do exército ocuparam as oficinas do Clarín na rua Dieciocho, número 263, e impediram a distribuição do jornal. O jornal não foi publicado novamente; no entanto, alguns exemplares do jornal daquele dia conseguiram ser entregues às regiões.
Em 2008, o Estado do Chile foi condenado a pagar uma indenização de dez milhões de dólares pela expropriação do jornal. A decisão, no entanto, fora posteriormente revogada.
Em 11 de setembro de 2013, ao comemorar o quadragésimo aniversário do golpe de Estado, o Clarín lançou uma edição especial, em colaboração com El Ciudadano.